# Eh, Eh (Nothing Else I Can Say)

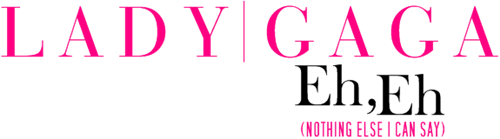

Eh, Eh (Nothing Else I Can Say) is een nummer van de Amerikaanse electropopzangeres Lady Gaga. Het nummer werd in 2009 uitgebracht als derde Australische, Nieuw-Zeelandse, Franse en Zwitserse single, terwijl LoveGame deze taak in de rest van de wereld had.

## Achtergrondinformatie
Omdat LoveGame te expliciet werd bevonden, werd Paparazzi als derde Britse single uitgebracht waardoor er drie verschillende 'derde singles' bestaan. De videoclip van Eh, Eh werd, ondanks het feit dat het niet gepland stond als Nederlandse single, al wel gespeeld op de Nederlandse muziekzenders.
Bij het uitbrengen werd een remix toegevoegd met een alternatieve cd-hoes. Later werd ook een Pet Shop Boys-remix ter download beschikbaar gesteld.

## Stijl
Het lied gaat qua genre een heel andere kant op dan de voorgangers Poker Face en Just Dance. Het is geen electrodancepopsong maar een zacht, op synths gedreven, nummer. Gaga wilde hiermee haar zachte kant laten zien. Qua tekst is het ook anders, het gaat over het afsluiten van relaties.

## Commerciële ontvangst
Eh, Eh (Nothing Else I Can Say) debuteerde op 18 januari 2009 in Australië op de 38e plaats door de sterke verkoop van de download, en bereikte op 1 maart haar top op de vijftiende plek. Na dertien weken behaalde het nummer de gouden status met 35.000 verkochte exemplaren. In Nieuw-Zeeland debuteerde het op 19 januari 2009 op de 40e plaats en klom tot de negende plek waar het drie weken bleef staan. Hiermee heeft Gaga drie top-10 noteringen behaald in dit land. Op 21 februari 2009 debuteerde Eh, Eh in Canada op de 68e plaats ondanks het feit dat het geen single was. Ook bereikte het de tweede plek in Zweden. Verder heeft het lied niet het succes van Just Dance en Pokerface kunnen voortzetten. In Nederland kwam het maar tot nummer 12.

## Promotie

### Live Optredens
| Datum             | Land      | Locatie                     |        |
| Europa            | Europa    | Europa                      | Europa |
| ----------------- | --------- | --------------------------- | ------ |
| 27 april 2009     | Frankrijk | Fun Radio                   |        |
| Oceanië           |           |                             |        |
| 25 mei 2009       | Australië | Kia Soul Live at The Chapel |        |
| Europa            |           |                             |        |
| 20 juli 2009      | Frankrijk | Alhambra                    |        |
| 9 september 2009  | Frankrijk | NRJ Radio                   |        |
| 10 september 2009 | Frankrijk | Taratata                    |        |

### Concerttournee
| Tournee naam                          | Jaar      | Datum                     |
| ------------------------------------- | --------- | ------------------------- |
| Just Dance Promo Tour                 | 2008      | Alle shows                |
| Doll Domination Tour                  | 2009      | januari/februari/mei 2009 |
| The Fame Ball Tour                    | 2009      | Alle shows                |
| The Monster Ball Tour; Theater Versie | 2009-2010 | Alle shows                |

## Tracklist

### Australische cd-single
1. "Eh, Eh (Nothing Else I Can Say)" — 02:56
2. "Poker Face" (Space Cowboy Remix) — 04:54

### iTunes Remix cd-single
1. "Eh, Eh (Nothing Else I Can Say)" (Random Soul Synthetic Mix) — 5:27
2. "Eh, Eh (Nothing Else I Can Say)" (Pet Shop Boys Remix) — 2:51

#### Hitnotering
| "Eh, Eh (Nothing Else I Can Say)" in de Nederlandse Top 40 - binnen: 03-10-2009 | "Eh, Eh (Nothing Else I Can Say)" in de Nederlandse Top 40 - binnen: 03-10-2009 | "Eh, Eh (Nothing Else I Can Say)" in de Nederlandse Top 40 - binnen: 03-10-2009 | "Eh, Eh (Nothing Else I Can Say)" in de Nederlandse Top 40 - binnen: 03-10-2009 | "Eh, Eh (Nothing Else I Can Say)" in de Nederlandse Top 40 - binnen: 03-10-2009 | "Eh, Eh (Nothing Else I Can Say)" in de Nederlandse Top 40 - binnen: 03-10-2009 | "Eh, Eh (Nothing Else I Can Say)" in de Nederlandse Top 40 - binnen: 03-10-2009 | "Eh, Eh (Nothing Else I Can Say)" in de Nederlandse Top 40 - binnen: 03-10-2009 | "Eh, Eh (Nothing Else I Can Say)" in de Nederlandse Top 40 - binnen: 03-10-2009 | "Eh, Eh (Nothing Else I Can Say)" in de Nederlandse Top 40 - binnen: 03-10-2009 | "Eh, Eh (Nothing Else I Can Say)" in de Nederlandse Top 40 - binnen: 03-10-2009 | "Eh, Eh (Nothing Else I Can Say)" in de Nederlandse Top 40 - binnen: 03-10-2009 |
| Week                                                                            | 1                                                                               | 2                                                                               | 3                                                                               | 4                                                                               | 5                                                                               | 6                                                                               | 7                                                                               | 8                                                                               | 9                                                                               | 10                                                                              |                                                                                 |
| ------------------------------------------------------------------------------- | ------------------------------------------------------------------------------- | ------------------------------------------------------------------------------- | ------------------------------------------------------------------------------- | ------------------------------------------------------------------------------- | ------------------------------------------------------------------------------- | ------------------------------------------------------------------------------- | ------------------------------------------------------------------------------- | ------------------------------------------------------------------------------- | ------------------------------------------------------------------------------- | ------------------------------------------------------------------------------- | ------------------------------------------------------------------------------- |
| Nummer                                                                          | 35                                                                              | 23                                                                              | 18                                                                              | 13                                                                              | 12                                                                              | 13                                                                              | 16                                                                              | 24                                                                              | 32                                                                              | 40                                                                              | uit                                                                             |

| "Eh, Eh (Nothing Else I Can Say)" in de Nederlandse Single Top 100 - binnen: 17-10-2009 | "Eh, Eh (Nothing Else I Can Say)" in de Nederlandse Single Top 100 - binnen: 17-10-2009 | "Eh, Eh (Nothing Else I Can Say)" in de Nederlandse Single Top 100 - binnen: 17-10-2009 | "Eh, Eh (Nothing Else I Can Say)" in de Nederlandse Single Top 100 - binnen: 17-10-2009 | "Eh, Eh (Nothing Else I Can Say)" in de Nederlandse Single Top 100 - binnen: 17-10-2009 | "Eh, Eh (Nothing Else I Can Say)" in de Nederlandse Single Top 100 - binnen: 17-10-2009 | "Eh, Eh (Nothing Else I Can Say)" in de Nederlandse Single Top 100 - binnen: 17-10-2009 | "Eh, Eh (Nothing Else I Can Say)" in de Nederlandse Single Top 100 - binnen: 17-10-2009 | "Eh, Eh (Nothing Else I Can Say)" in de Nederlandse Single Top 100 - binnen: 17-10-2009 | "Eh, Eh (Nothing Else I Can Say)" in de Nederlandse Single Top 100 - binnen: 17-10-2009 | "Eh, Eh (Nothing Else I Can Say)" in de Nederlandse Single Top 100 - binnen: 17-10-2009 | "Eh, Eh (Nothing Else I Can Say)" in de Nederlandse Single Top 100 - binnen: 17-10-2009 |
| Week                                                                                    | 1                                                                                       | 2                                                                                       | 3                                                                                       | 4                                                                                       | 5                                                                                       | 6                                                                                       | 7                                                                                       | 8                                                                                       | 9                                                                                       | 10                                                                                      |                                                                                         |
| --------------------------------------------------------------------------------------- | --------------------------------------------------------------------------------------- | --------------------------------------------------------------------------------------- | --------------------------------------------------------------------------------------- | --------------------------------------------------------------------------------------- | --------------------------------------------------------------------------------------- | --------------------------------------------------------------------------------------- | --------------------------------------------------------------------------------------- | --------------------------------------------------------------------------------------- | --------------------------------------------------------------------------------------- | --------------------------------------------------------------------------------------- | --------------------------------------------------------------------------------------- |
| Nummer                                                                                  | 34                                                                                      | 42                                                                                      | 60                                                                                      | 70                                                                                      | 69                                                                                      | 76                                                                                      | 60                                                                                      | 87                                                                                      | 81                                                                                      | 93                                                                                      | uit                                                                                     |